# Thysanopoda spinicaudata
Thysanopoda spinicaudata – największy gatunek szczętek z rodziny Euphausiidae, występujący w batypelagicznych warstwach oceanów. Gatunek osiąga rozmiar do 15 cm.